# Tantilla tecta
Tantilla tecta är en ormart som beskrevs av Campbell och Smith 1997. Tantilla tecta ingår i släktet Tantilla och familjen snokar. Inga underarter finns listade i Catalogue of Life.
Denna orm förekommer i regionen Petén i nordöstra Guatemala. Exemplar hittades vid 220 meter över havet. Individerna lever i ganska torra tropiska skogar. Tantilla tecta gräver i lövskiktet och i det översta jordlagret. Honor lägger ägg.
Beståndet hotas troligtvis av bränder som är vanliga i regionen. Området är en skyddszon. IUCN listar arten med kunskapsbrist (DD).